# Sirio Classico
Sirio Classico è un apparecchio telefonico prodotto dalla SAIET per conto di TIM a partire dal 2012. È venduto agli abbonati al telefono ed anche agli esterni, tramite il sito web, i negozi, e il 187. 

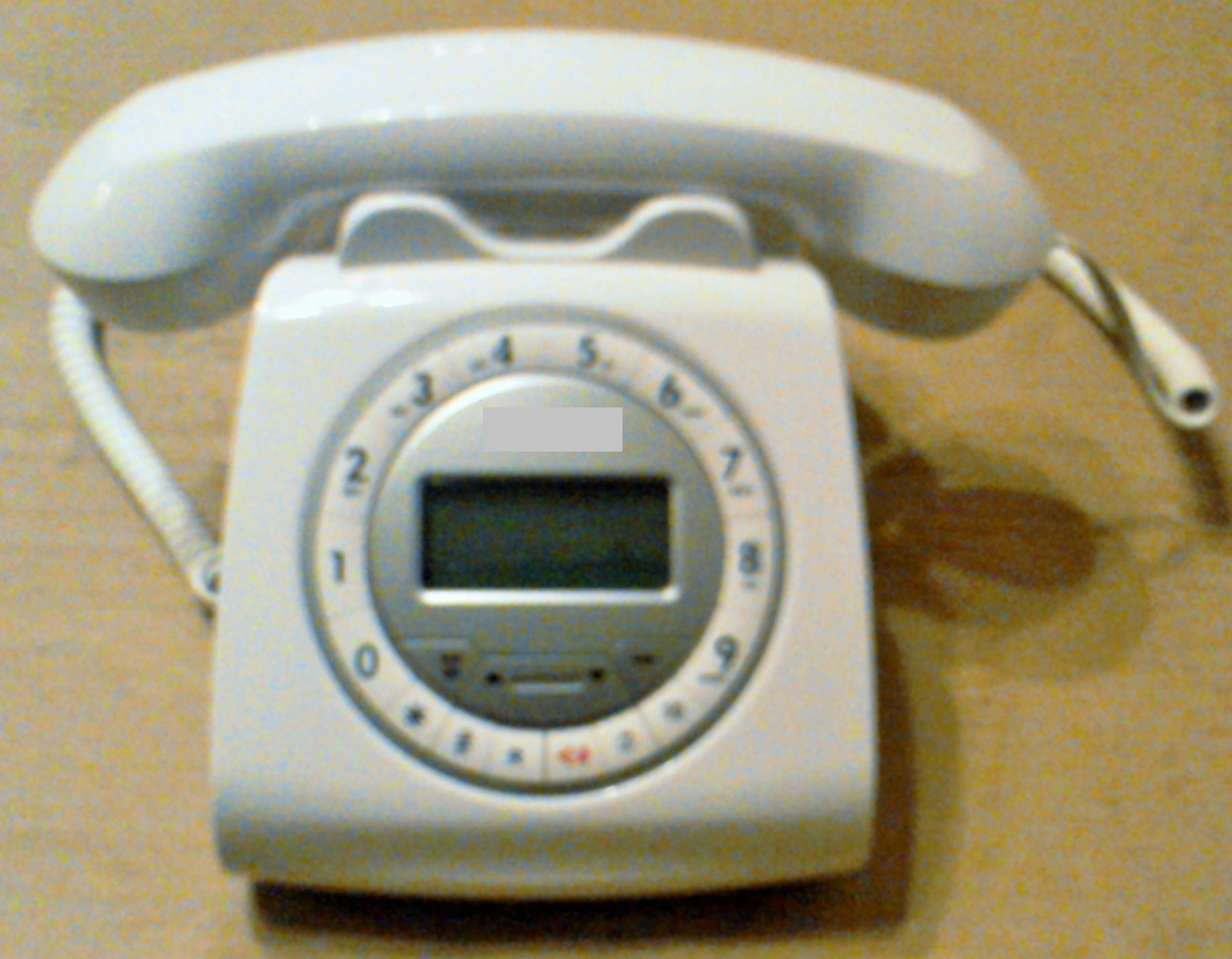
Un telefono Sirio Classico di colore bianco.

## Caratteristiche

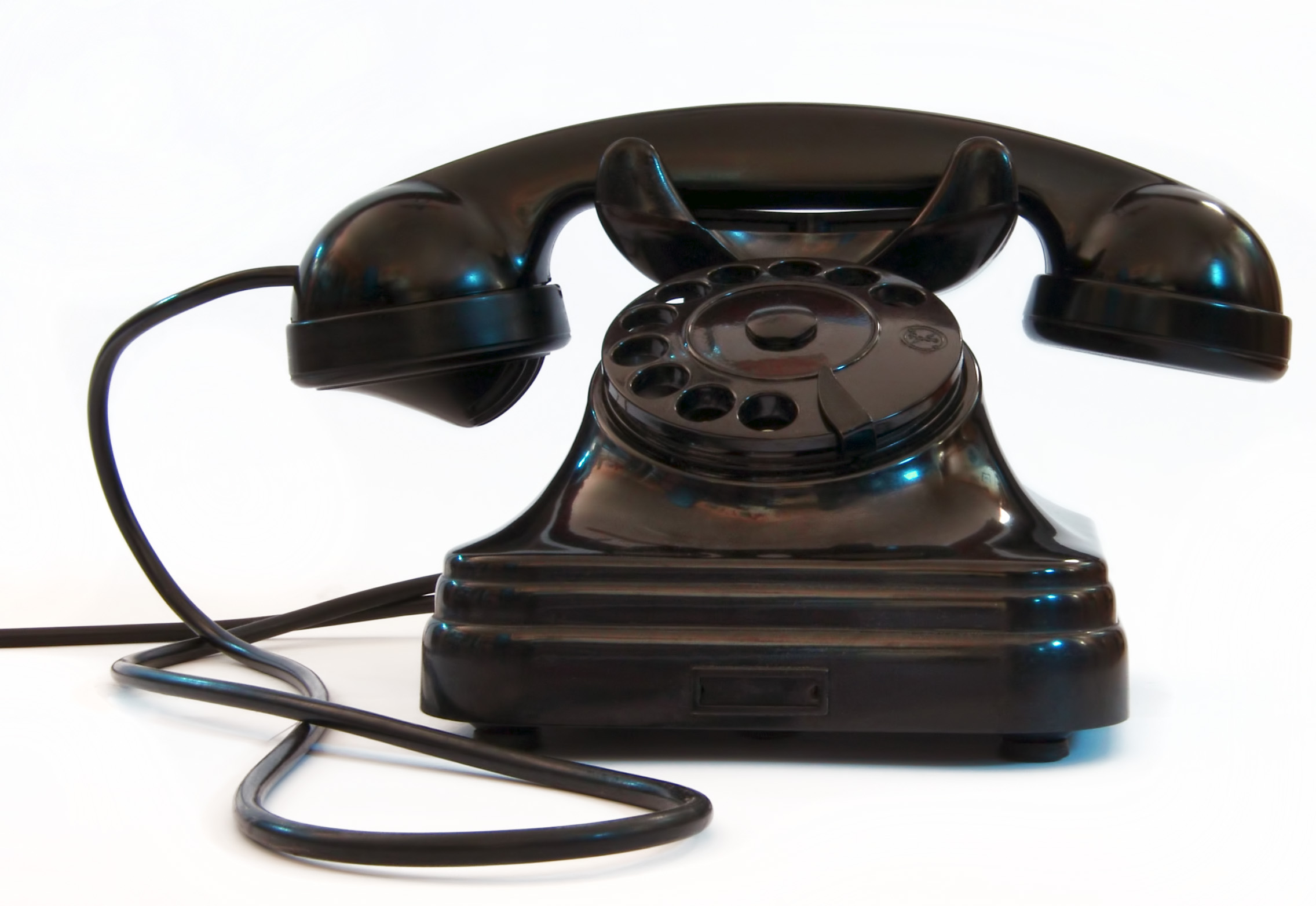
L'F51, il primo e storico modello al quale è ispirato il Sirio Classico.

Il Sirio Classico riprende in forma moderna il modello Siemens S62 prodotto dalla SIP tra il 1962 e il 1985; le similitudini che ricordano il suo "antenato" sono la sua particolare sagoma bombata, la tastiera numerica a sfera (simile al disco combinatore che serviva a comporre il numero telefonico).
A differenza del Siemens S62, il telefono presenta notevoli accessori moderni presenti perlopiù nel display frontale abilitato a diverse funzioni: 
- scelta tra dieci diverse suonerie;
- possibilità di vedere in anticipo il numero telefonico ricevente (se viene attivata tale funzione);
- la data e l'ora sempre visibili;
- la visibilità della durata della chiamata in corso;
- la possibilità di una suoneria che effettui da sveglia;
- una rubrica personalizzata fino a un massimo di cinquanta numeri;
- una regolazione di volume con la possibilità di tonalità vivavoce o silenzioso;
- la possibilità della scelta di lingue diverse dall'italiano;
- la possibilità di ricontattare in caso di mancata risposta, di visualizzazione delle ultime venti telefonate ricevute;
- la possibilità di ricontattare le ultime dieci telefonate ricevute con il tasto apposito di ripetizione, senza comporre necessariamente il numero telefonico sulla tastiera.
- la funzione di auricolare per alcune tipologie di smartphone.

Originariamente era prodotto dalla Olivetti, società del gruppo Telecom Italia; la produzione è stata successivamente affidata a SAIET Telecomunicazioni.

## Altre funzioni e accessori

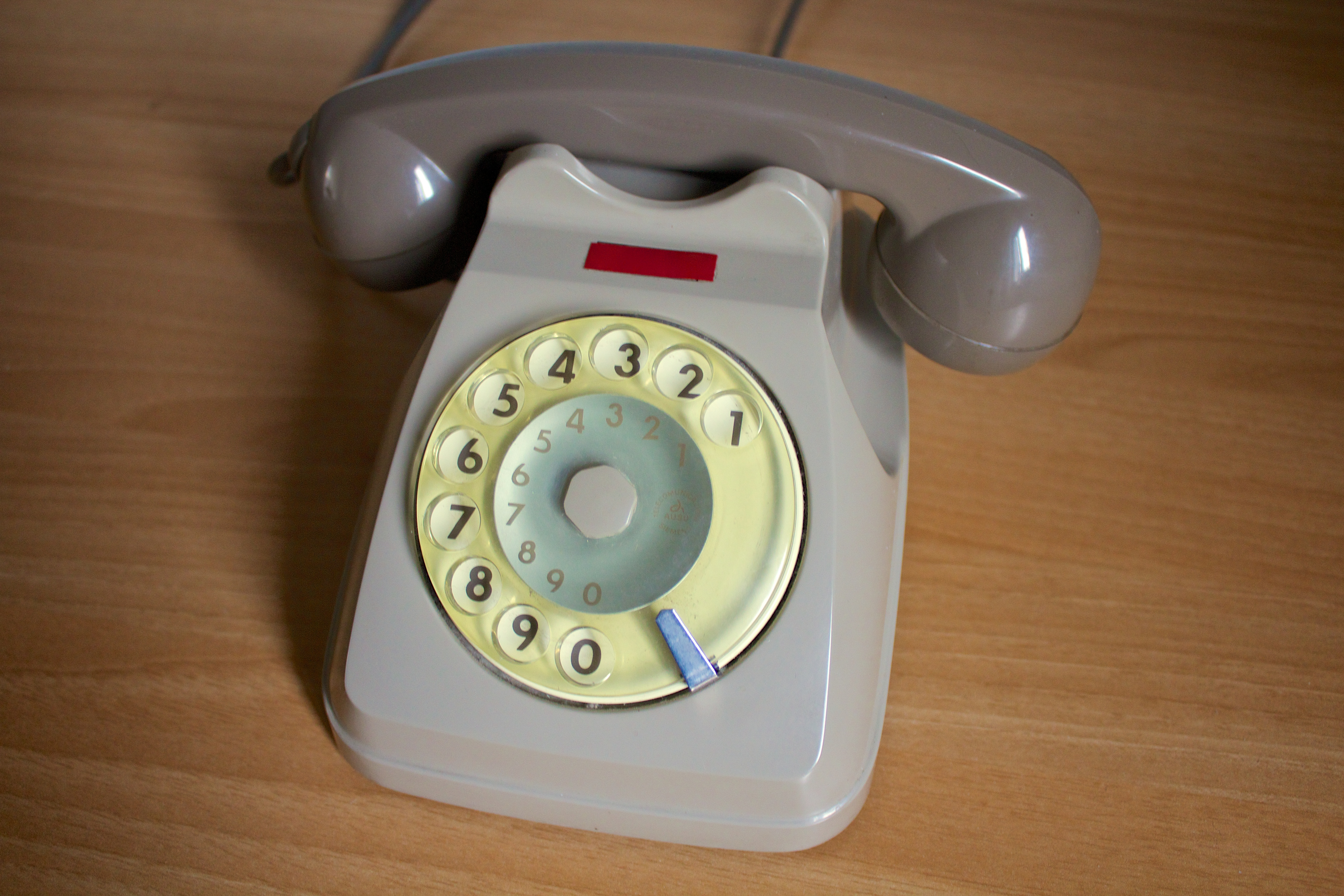
Il Siemens S62, il secondo e principale modello al quale è ispirato il Sirio Classico.

Il Sirio Classico come il Siemens S62 e gli altri telefoni di tipo Sirio ha la cornetta collegata all'apparecchio telefonico e quindi non può essere usato come Cordless; però essendo dotato di un vivavoce, può essere usato anche senza l'ausilio della cornetta.
L'apparecchio a prima vista può dare l'impressione frontale di essere bombato, però se visto da una prospettiva laterale, diagonale o dal retro si nota chiaramente che è quasi privo di meccanismi interni ingombranti che in passato non favorivano la presa a pieno sulla mano in caso di spostamento dalla postazione della presa telefonica tripolare di connessione.
Il Sirio Classico a differenza dei cordless non è alimentato a batterie, né necessita di alcun tipo di alimentatore; la linea può essere associata sia alla classica presa telefonica tripolare che a quella più moderna la RJ-11, adatta per favorire il passaggio al modem in caso di una linea ADSL.

## Colori
Il Sirio Classico è prodotto in tre colori differenti: bianco, rosso e nero.